# Gjelbrim Taipi
Gjelbrim Izir Taipi (n. 13 decembrie 1992) este un fotbalist albanez kosovar care joacă pe postul de mijlocaș ofensiv pentru clubul elvețian Grasshoppers și echipa națională a Kosovoului.

## Tinerețe
Taipi s-a născut în Bujanovac, Iugoslavia, din părinții albanezi din Veliki Trnovac și este fratele mai mare al jucătorului lui Skënderbeu Korçë, Shqiprim Taipi.

## Cariera pe echipe

### Tërnoci
În tinerețe, Taipi a ajuns la echipa locală de fotbal Tërnoci. Jucând la toate categoriile de vârstă ale echipei sale, el a intrat în cele din urmă în echipa mare la vârsta de 17 ani. În primul său sezon de la Tërnoci, a marcat șaptesprezece goluri în treizeci și unu de meciuri în Pčinjska Liga și a devenit golgheterul campionatului. El a fost considerat un jucător talentat și a primit oferte de transfer de la clubul elvețian Young Boys, clubul german Rot-Weiß Oberhausen și clubul sloven Koper.

### Shkëndija
Taipi a jucat primul meci pentru Shkëndija împotriva lui Partizan în turul celui de-al doilea tur de calificare al Ligii Campionilor UEFA 2011-2012. În primul său sezon de la Shkëndija, el a jucat în 26 de meciuri, a marcat două goluri și a oferit patru pase de gol. El s-a integrat bine în echipa lui Shkëndija, ajutând-o să termine pe locul al treilea în sezonul 2011-2012.
În timpul celui de-al doilea sezon, Taipi a devenit un jucător-cheie al lui Shkëndija și a jucat în prima rundă de calificare pentru UEFA Europa League 2012-2013 împotriva lui Portadown. El a devenit unul din jucătorii favoriți ai fanilor atunci când, pe 7 octombrie, a marcat un gol de la distanță și i-a dat o pasă de gol lui Muzafer Ejupi într-un meci cu Vardar de acasă. În săptămâna următoare, a marcat al doilea gol al sezonului împotriva lui Drita. La sfârșitul sezonului, era de așteptat ca Taipi să se transfere în străinătate, fiind urmărit de echipe din Elveția.

### Wil
La 9 iunie 2013 Taipi a semnat un contract pe doi ani cu echipa din Wil din Challenge League. La 21 iulie 2013, el a debutat într-un meci împotriva lui Chiasso după ce a fost numit titular și a marcat primul său gol în timpul unei victorii, scor 0-3.

### Schaffhausen
La 16 ianuarie 2017, Taipi a ajuns la echipa Schaffhausen  din al doilea eșalon elvețian. La 5 februarie 2017, el a debutat scor 2-2 în deplasare împotriva lui Aarau ca titular.

### St. Gallen
La 1 iulie 2017. Taipi a ajuns la echipa din Superliga Elvețiană St. Gallen. La 9 septembrie 2017, el a debutat în remiza scor 3-3 din deplasare cu Lausanne-Sport după ce a fost intrat în minutul 63 în locul lui Danijel Aleksić.

### Grasshoppers
Pe 16 ianuarie 2018 Taipi a semnat un contract cu echipa elvețiană Grasshoppers. La 4 februarie 2018, el și-a făcut debutul ca titular într-o victorie scor 1-3 zile împotriva lui Sion.

## Cariera la națională

### Albania

#### Sub-21
La 6 iunie 2012. Taipi și-a făcut debutul pentruu Albania U21 într-un meci de calificare la Campionatul European de Tineret sub 21 de ani al UEFA în 2013 împotriva Portugaliei U21.

### Kosovo
La 19 martie 2018 Taipi a primit o convocare din partea naționalei Kosovoului pentru meciurile amicale împotriva Madagascarului și a Burkinei Faso. La 27 martie 2018, el și-a făcut debutul pentru Kosovo într-un meci amical cu Burkina Faso și este al treilea jucător care vine din Valea Preševo după Atdhe Nuhiu și Fidan Aliti.

## Statistici privind cariera

### Club
Începând cu data de 9 mai 2018
| Club          | Sezon         | Campionat              | Campionat | Campionat | Cupă    | Cupă   | Europa  | Europa | Total   | Total  |
| Club          | Sezon         | Divizie                | Meciuri   | Goluri    | Meciuri | Goluri | Meciuri | Goluri | Meciuri | Goluri |
| ------------- | ------------- | ---------------------- | --------- | --------- | ------- | ------ | ------- | ------ | ------- | ------ |
| Shkëndija     | 2011–2012     | Prima Ligă Macedoneană | 26        | 2         | 0       | 0      | 1       | 0      | 27      | 2      |
| Shkëndija     | 2012–2013     | Prima Ligă Macedoneană | 29        | 4         | 0       | 0      | 2       | 0      | 31      | 4      |
| Shkëndija     | Total         | Total                  | 55        | 6         | 0       | 0      | 3       | 0      | 58      | 6      |
| Wil           | 2013–2014     | A Doua Ligă a Elveției | 30        | 6         | 1       | 0      | —       | —      | 31      | 6      |
| Wil           | 2014–2015     | A Doua Ligă a Elveției | 35        | 5         | 3       | 0      | —       | —      | 38      | 3      |
| Wil           | 2015–2016     | A Doua Ligă a Elveției | 30        | 5         | 1       | 0      | —       | —      | 31      | 5      |
| Wil           | 2016–2017     | A Doua Ligă a Elveției | 3         | 0         | 0       | 0      | —       | —      | 3       | 0      |
| Wil           | Total         | Total                  | 98        | 16        | 5       | 0      | —       | —      | 103     | 17     |
| Schaffhausen  | 2016–2017     | A Doua Ligă a Elveției | 16        | 3         | 0       | 0      | —       | —      | 16      | 3      |
| Schaffhausen  | Total         | Total                  | 16        | 3         | 0       | 0      | —       | —      | 16      | 3      |
| St. Gallen    | 2017–2018     | Superliga Elveției     | 14        | 0         | 2       | 1      | —       | —      | 16      | 1      |
| St. Gallen    | Total         | Total                  | 14        | 0         | 2       | 1      | —       | —      | 16      | 1      |
| Grasshoppers  | 2017–2018     | Superliga Elveției     | 13        | 0         | 1       | 0      | —       | —      | 14      | 0      |
| Grasshoppers  | 2018–2019     | Superliga Elveției     | 0         | 0         | 0       | 0      | —       | —      | 0       | 0      |
| Grasshoppers  | Total         | Total                  | 13        | 0         | 1       | 0      | —       | —      | 14      | 0      |
| Total carieră | Total carieră | Total carieră          | 136       | 25        | 8       | 0      | 3       | 0      | 207     | 27     |

1. ↑  Include meciuri în competițiile europene precum Liga Campionilor UEFA și Europa League

### Meciuri la națională
Până pe 27 martie 2018
| Echipa națională | An    | Meciuri | Goluri |
| ---------------- | ----- | ------- | ------ |
| Kosovo           |       |         |        |
| 2018             | 1     | 0       |        |
| Total            | Total | 1       | 0      |